# Iltutmish

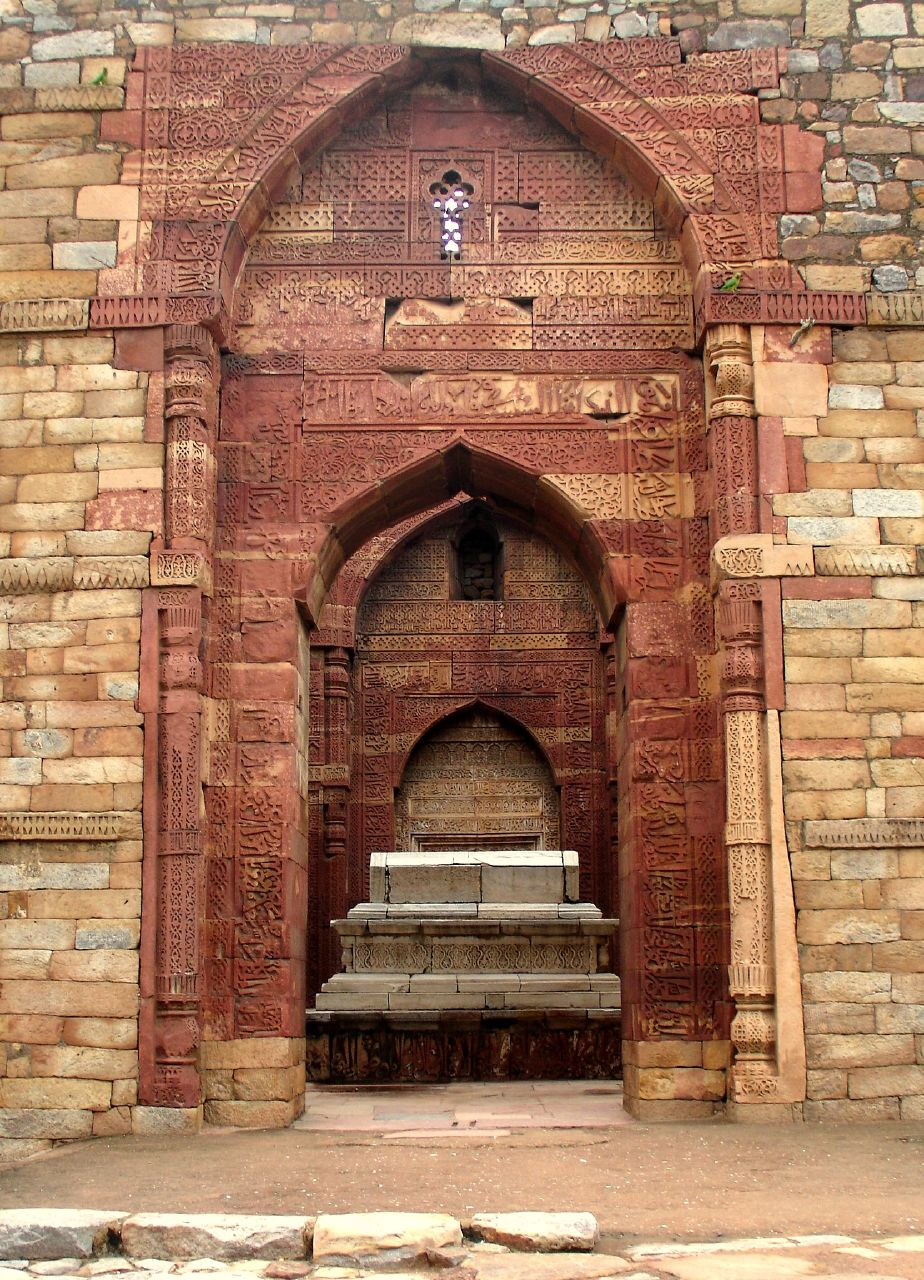
Eingangsportal des Grabmals Iltutmishs, Qutb-Komplex, Mehrauli (Delhi)

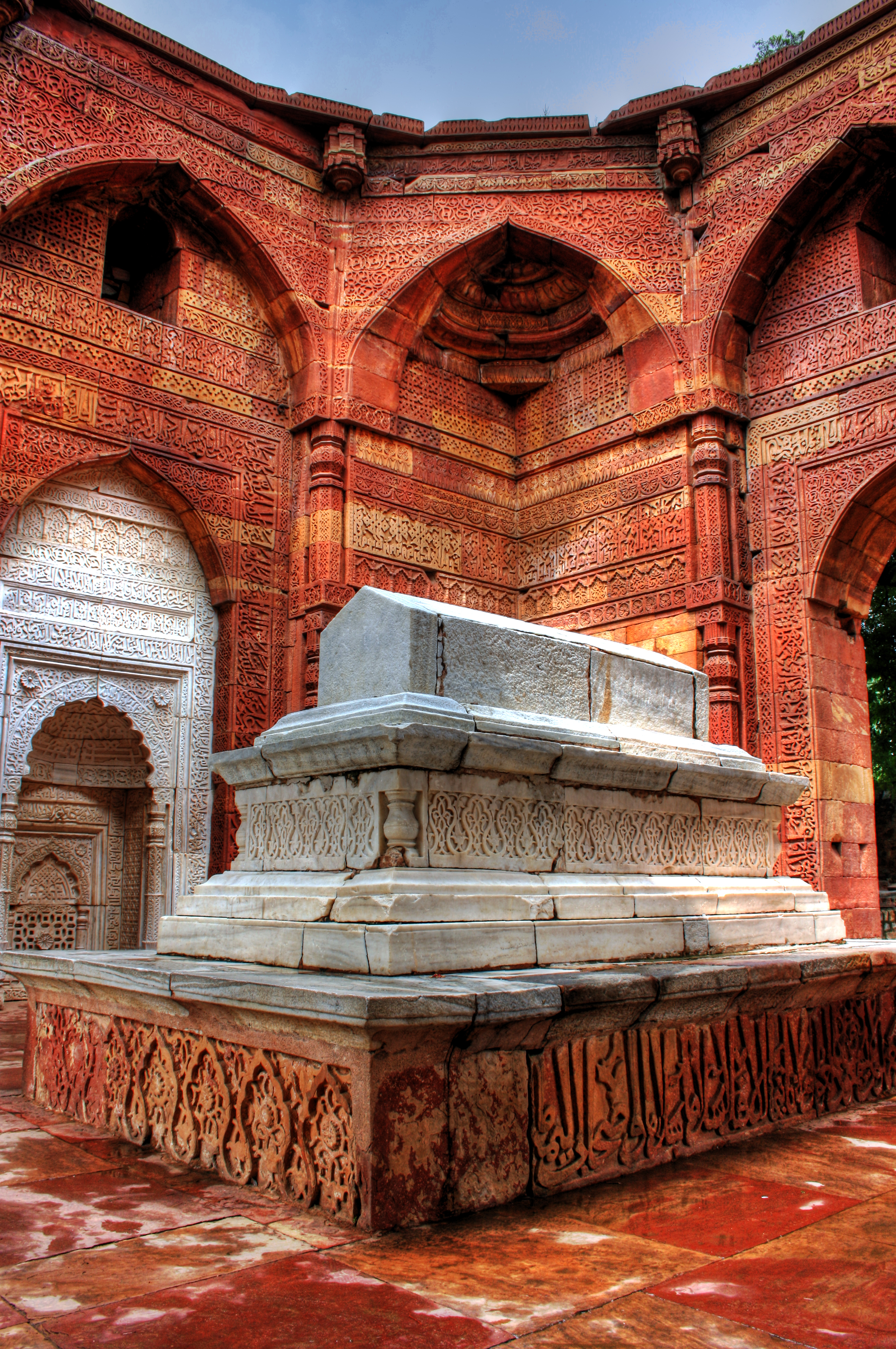
Grabbau, Mihrab und Kenotaph Iltutmishs, Qutb-Komplex, Mehrauli

Schams ad-Din Iltutmish (Hindi अलतामश, Urdu شمس الدین التتمش), auch Altamsh († 1236), war ein indischer Regent. Er war der dritte und bedeutendste Sultan des im 13. Jahrhundert von der sogenannten Sklavendynastie regierten Sultanats von Delhi. Er regierte von 1211 bis 1236.

## Herkunft
Teile der Biographie Iltutmishs tragen legendenhafte Züge: So soll er von adliger Herkunft gewesen, jedoch von seinem eifersüchtigen Bruder als Sklave (ghulam) verkauft worden sein. Nach mehrfachem Wechsel seines Herren kam er schließlich nach Delhi. Sein Aufstieg begann als Leibsklave und späterer Schwiegersohn Qutb-ud-Din Aibaks, eines der beiden bedeutenden Sklaven-Generäle der Ghuriden in Indien (der andere war Muhammad bin Bakhtiyar Khilji, Eroberer Bengalens, ermordet 1206). Als solcher wurde Iltutmish Statthalter (mukta) des oberen Gangestals.

## Machtübernahme
Als der inzwischen zum tatsächlichen Machthaber in Nordindien aufgestiegene Qutb-ud-Din Aibak (reg. 1192/3–1210) beim Polospiel verunglückte, wurde zunächst Aram Shah sein Nachfolger. Aber Aram Shah, über dessen mögliche Verwandtschaft mit Aibak nichts Verlässliches bekannt ist, wurde nicht anerkannt: Kabacha, Statthalter des Punjab und Schwiegersohn Aibaks, machte sich unabhängig, Bhaktyars Nachfolger in Bengalen ebenso, und angesichts der Schwäche Aram Shahs forderten die Militärs Iltutmish zum Staatsstreich auf. Der siegte und bestieg den Thron im Jahr 1211. Darüber hinaus ließ er sich 1229 von einem Gesandten des Abbasiden-Kalifen von Bagdad feierlich als Sultan bestätigen; ein Schachzug, der seine Autorität in seinen letzten Lebensjahren auch formell festigte.

## Regierung
Die noch junge Herrschaft des Islam in Indien stützte sich damals ausschließlich auf das Militär, das in den wichtigsten Festungen wie Delhi, Gwalior, Ajmer, Kanauj und andernorts stationiert war. Die Verwaltung verblieb aufgrund der (noch) verschwindend geringen Zahl der Muslime zumeist in der Hand der alteingesessenen indischen Obrigkeit und das Eintreiben der „Steuern“ entsprach dem Kriegszustand. Die Sitten waren grausam, der Staat war dementsprechend instabil und ehrgeizige Militärs versuchten immer wieder, sich durch einen Umsturz selbst zu bereichern.
Iltutmishs Regierungszeit war deshalb von fast ununterbrochenen Kämpfen mit abtrünnigen Statthaltern und mit Hindufürsten angefüllt. Im Jahr 1214 besetzte Yildiz, ein ehemaliger Statthalter der Ghuriden in Persien (genauer in Ghazna) die Stadt Lahore, nachdem ihn die Choresm-Schahs aus seiner Provinz vertrieben hatten. Er wurde von Iltutmish geschlagen und hingerichtet. Dann unterwarf der Sultan den Punjab-Statthalter Kabacha (1217) und Iwaz Khan von Bengalen (1225), nahm die Rajputenfestung Ranthambhor, schlug Kabacha erneut, bis der im Indus ertrank (1228), annektierte anschließend Sindh und eroberte die Hindufestung Gwalior (1231). Als der in Bengalen als Statthalter eingesetzte Sohn Iltutmishs verstarb (1229), musste Bengalen erneut unterworfen werden (ca. 1231). Im Jahr 1234 überrannte Iltutmishs Armee den Hindu-Staat Malwa (gehörte den Paramara) bis Ujjain. Theoretisch kontrollierte er zu dieser Zeit den gesamten Norden Indien vom Indus bis zum Gangesdelta. 1236 starb der Sultan auf einem Feldzug gegen aufständische Khokhars, die in den Vorbergen Kaschmirs lebten.

## Dschalal ad-Din und die Mongolen
Im Jahr 1221 wurde der letzte Choresm-Schah Dschalal ad-Din von den Mongolen unter Dschingis Khan am Indus vernichtend geschlagen und flüchtete nach Indien. Um seine Herrschaft besorgt, schickte ihm der Sultan Iltutmish zwar Geschenke, lehnte sein Hilfegesuch und die Bitte Dschalal ad-Dins, dauerhaft in Nordindien bleiben zu dürfen, jedoch mit dem Hinweis ab, dass das Klima in Delhi viel zu ungesund sei. Dschalal ad-Din blieb also im Punjab und im Sindh, wo er Zulauf von anderen Flüchtlingen bekam und sich ein kleines Reich aufbaute, bis er 1224 aus Indien abzog, da ihm Persien wichtiger war. Mongolische Truppenführer setzten sich jedoch ab 1229 im afghanischen Bergland und am Murghab fest und blieben eine Gefahr.

## Vermächtnis
Iltutmish vereinigte Nordindien vom Indus bis zum Golf von Bengalen unter der Oberhoheit Delhis. Außerdem soll er das arabische Münzsystem (Tanka-Silbermünzen) in Indien eingeführt haben. Seine Tochter Raziah (1236–1240) und seine Söhne Firoz (1236), Bahram (1240–42), Masud (1242–46), Mahmud (1246–66) regierten noch bis 1266, dann übernahm ein Sklave und Schwiegersohn Iltutmishs die Macht: Balban (1266–87).

## Bauten
Iltutmish gab viele Bauwerke in Delhi und an anderen Orten in Auftrag. Er ließ das Qutb Minar in Delhi fertigstellen (zweites bis viertes Geschoss) und einen Erweiterungsbau an der benachbarten Quwwat-ul-Islam-Moschee sowie die Adhai-din-ka-Jhonpra-Moschee in Ajmer (Rajasthan). In Delhi ließ er um 1229 die Eiserne Säule im Hof des Qutb-Komplexes aufstellen. Die Große Moschee in Badaun geht auf seine Zeit als Gouverneur dieser Stadt zurück. Es gibt etliche Gründungsinschriften des Herrschers, die ohne die zugehörigen Bauwerke erhalten sind, sowie Berichte über weitere Gründungen.
Sein eigenes Grabmal im Qutb-Komplex (Delhi) gilt als das erste bedeutende Mausoleum der indo-islamischen Architektur. Obwohl die (Krag-)Kuppel des quadratischen (9,10 m Seitenlänge) – sich nach oben zum Achteck, dann zu einem Sechzehneck fortentwickelnden – Grabbaus schon vor Jahrhunderten eingestürzt ist (möglicherweise waren die 2,20 m dicken Außenwände des Mausoleums für eine Kuppel mit solch gewaltiger Spannbreite doch nicht stabil genug), überzeugt das Innere des gesamten Baus durch außergewöhnlich reichhaltige und feine Steinmetzarbeiten in Horror vacui-Manier sowie durch die Kombination unterschiedlicher Steinmaterialien: roter Sandstein für die Verkleidung des Baukörpers; weißer Marmor für den Mihrab und das Kenotaph des Herrschers, dessen eigentliche Grabstätte unterhalb des Erdbodens liegt.

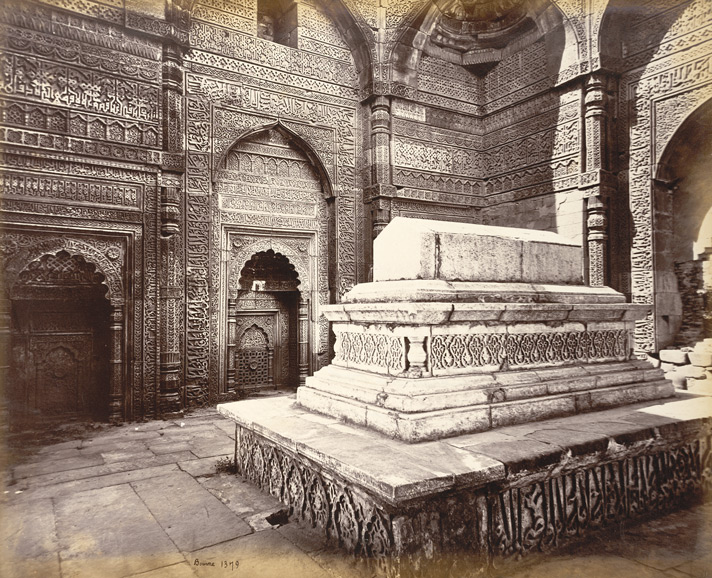
Kenotaph und Wanddekor (Foto ca. 1860)
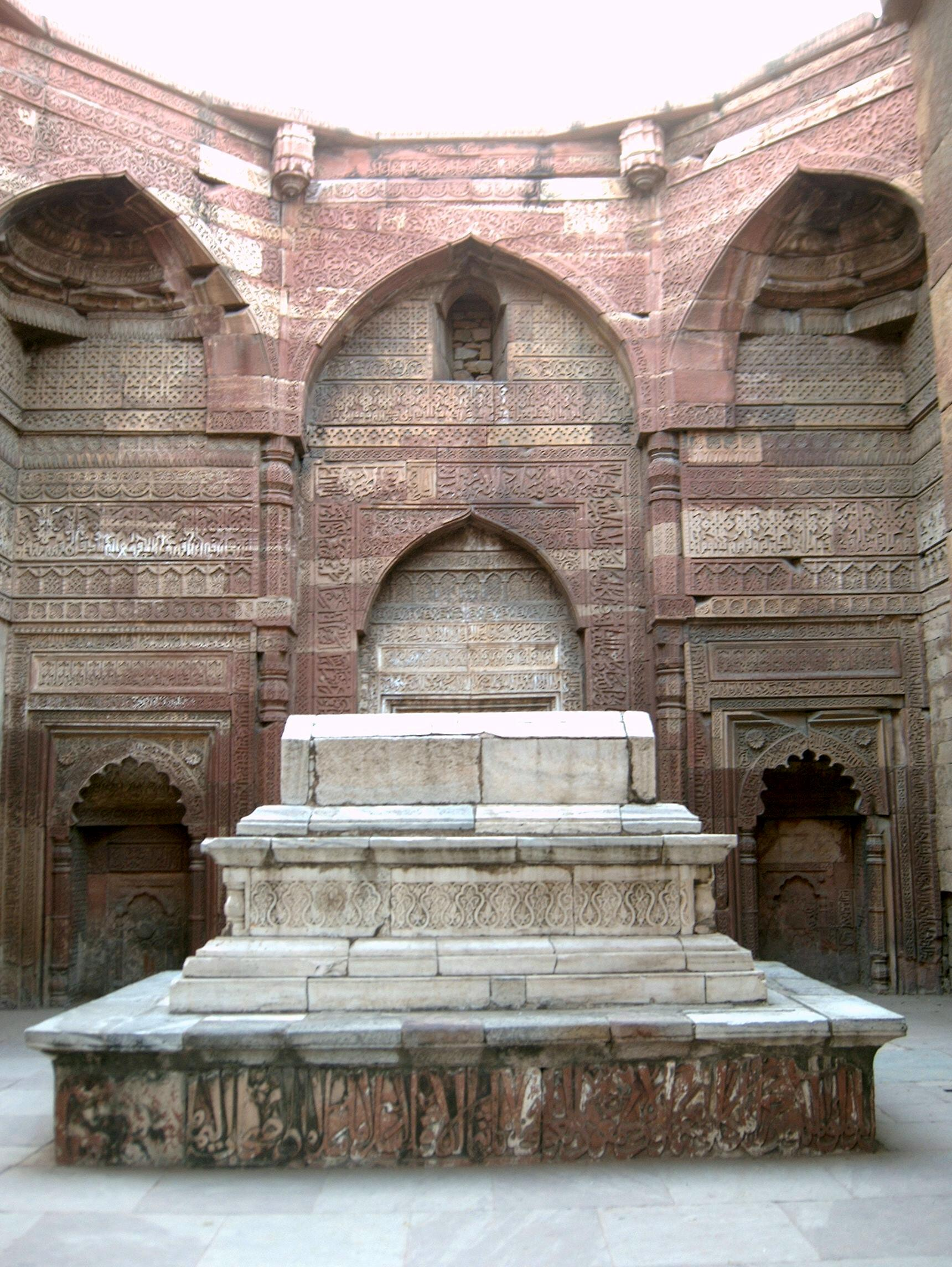
Kenotaph und Wanddekor
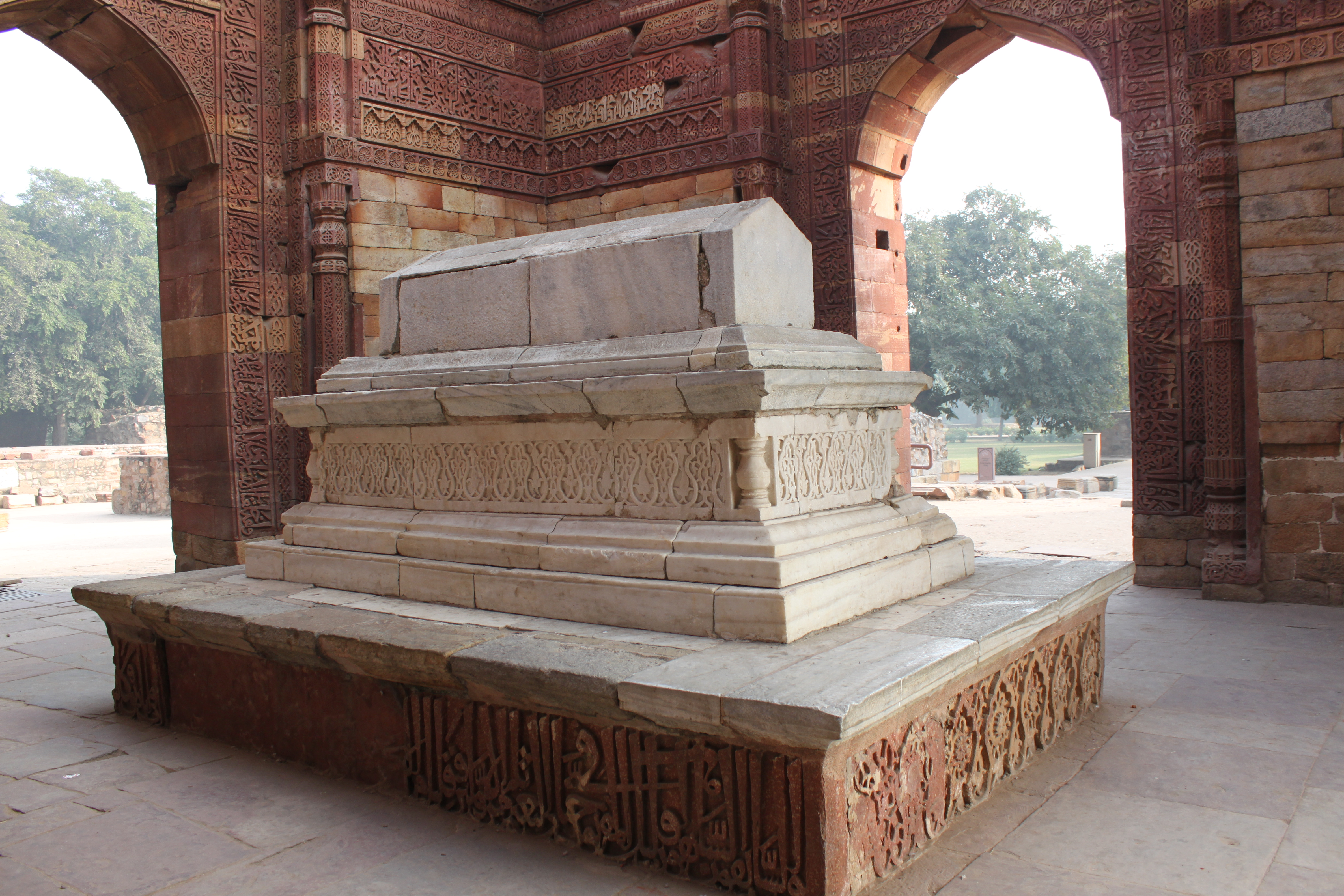
Kenotaph
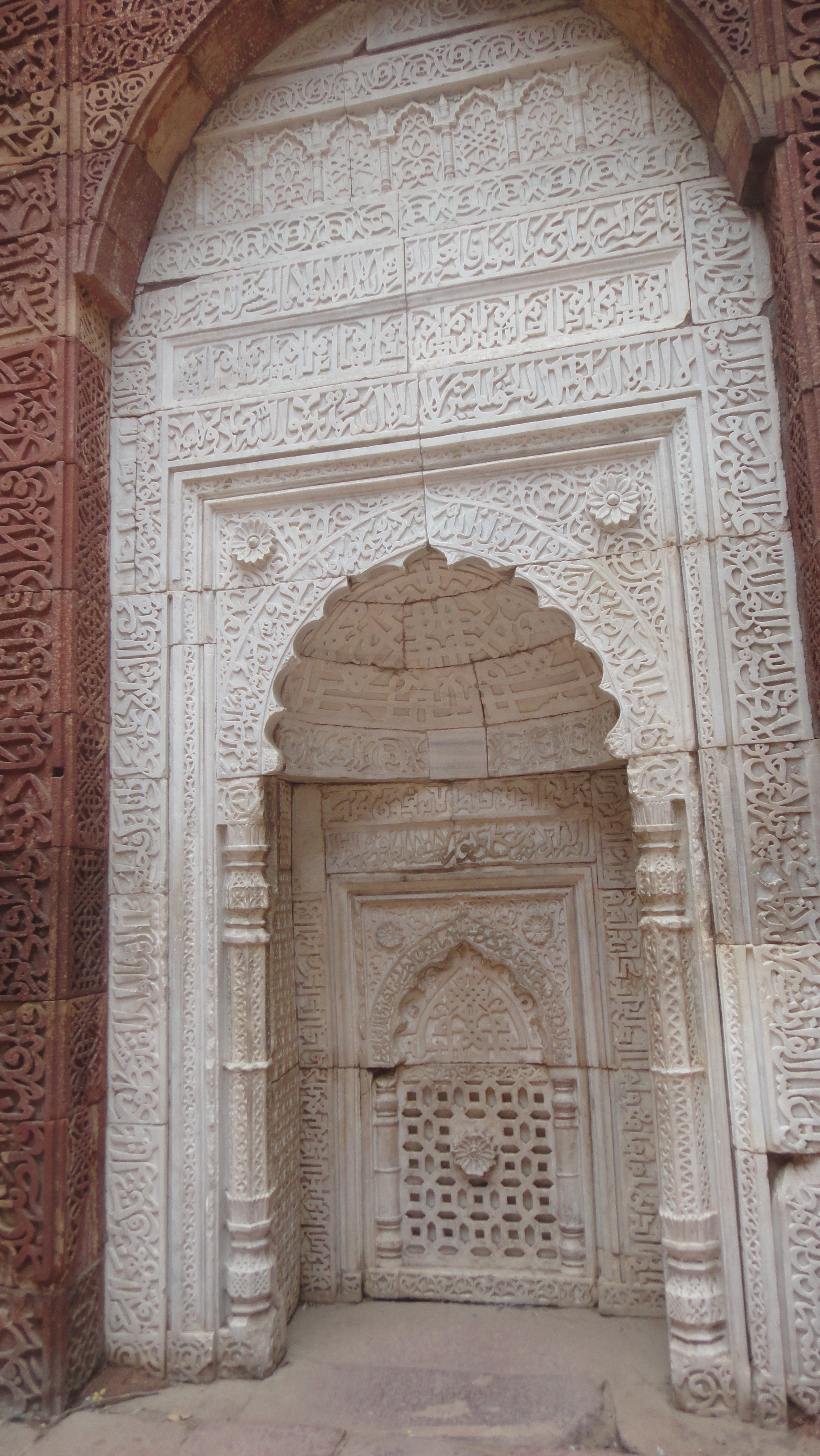
Mihrab des Mausoleums

## Episode
Der Historiker Barani (1285–1357) überliefert, dass Iltutmish eines Tages von islamischen Glaubenslehrern besucht wurde, die ihm vorwarfen, dass er die Hindus nicht zum Übertritt zum Islam zwänge. Er antwortete, dass sie sich dadurch erheben und ihn besiegen würden.